# Liste der Biografien/Fisch
Liste der Biografien |
Portal Biografien |
Personensuche
# |
A |
B |
C |
D |
E |
F |
G |
H |
I |
J |
K |
L |
M |
N |
O |
P |
Q |
R |
S |
T |
U |
V |
W |
X |
Y |
Z |
?
 
Fa |
Fe |
Ff |
Fh |
Fi |
Fj |
Fk |
Fl |
Fm |
Fn |
Fo |
Fr |
Ft |
Fu |
Fy
 
Fia |
Fib |
Fic |
Fid |
Fie |
Fif |
Fig |
Fih |
Fii |
Fij |
Fik |
Fil |
Fim |
Fin |
Fio |
Fip |
Fiq |
Fir |
Fis |
Fit |
Fiu |
Fiv |
Fix |
Fiz
 
Fisa |
Fisb |
Fisc |
Fise |
Fish |
Fisi |
Fisk |
Fisl |
Fism |
Fiso |
Fisq |
Fiss |
Fist |
Fisu |
Fisz
 
Fisce |
Fisch |
Fiscu
 
Fischa |
Fischb |
Fischd |
Fische |
Fischg |
Fischh |
Fischi |
Fischl |
Fischm |
Fischn |
Fischo |
Fischt
Die Liste der Biografien führt alle Personen auf, die in der deutschsprachigen Wikipedia einen Artikel haben. Dieses ist eine Teilliste mit 29 Einträgen von Personen, deren Namen mit den Buchstaben „Fisch“ beginnt.

## Fisch
- Fisch, altägyptischer König
- Fisch, Asher (* 1958), israelischer Dirigent und Pianist
- Fisch, Bernhard (1926–2020), deutscher Buchautor
- Fisch, Cora (* 1952), deutsche Objektkünstlerin, Malerin
- Fisch, Donat (* 1956), Schweizer Jazzmusiker (Saxophone, Komposition)
- Fisch, Else (* 1876), liberale Politikerin und Mitgründerin des Bundesverbandes der Reichs-Post- und Telegraphenbeamtinnen
- Fisch, Erika (1934–2021), deutsche Leichtathletin und Olympiateilnehmerin
- Fisch, Florian (* 1978), deutscher Film- und Theaterschauspieler
- Fisch, Hans Ulrich (1583–1647), Schweizer Glasmaler
- Fisch, Heinrich (1925–2008), deutscher Pädagoge und Sozialwissenschaftler
- Fisch, Isidor (1905–1934), deutscher Emigrant in den USA
- Fisch, Johannes (1757–1819), Schweizer Kaufmann, Philanthrop, Chronist und Regierungsmitglied
- Fisch, Jörg (1947–2024), Schweizer Historiker
- Fisch, Juliane (* 1987), deutsche Fernseh- und Theaterschauspielerin
- Fisch, Klaus (1893–1975), deutscher Maler
- Fisch, Manfred Norbert (* 1951), deutscher Ingenieur und Professor
- Fisch, Margit (* 1961), deutsche Urologin und Wissenschaftlerin
- Fisch, Menachem (* 1948), israelischer Philosoph
- Fisch, Michael (* 1964), deutscher Literatur- und Textwissenschaftler und SchriftstellerMichael Fisch (* 1964)

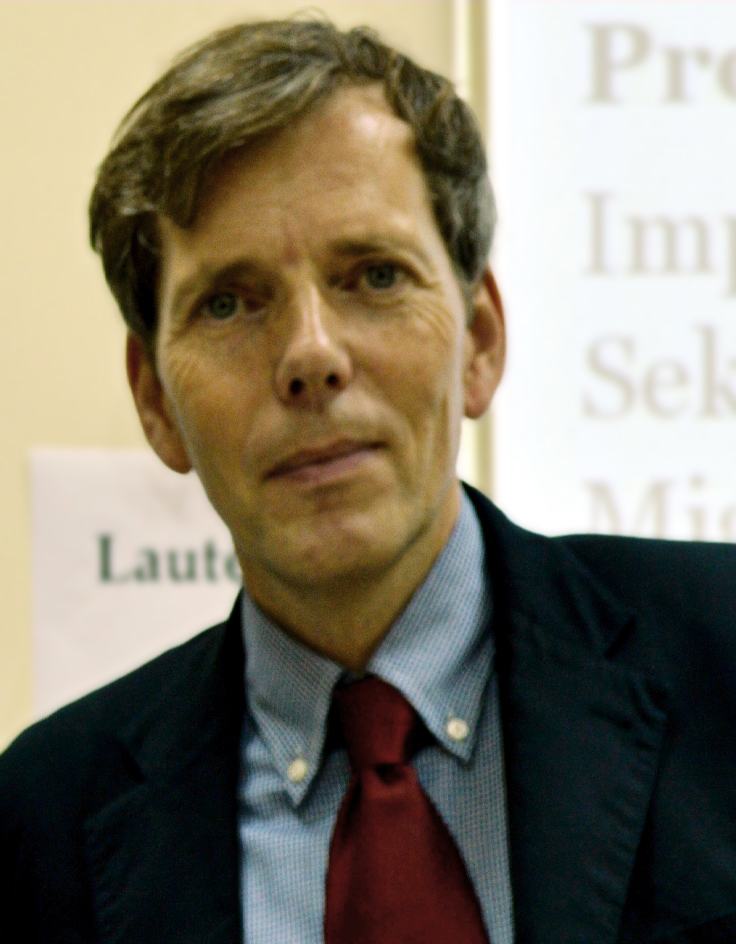
Michael Fisch (* 1964)

- Fisch, Nathaniel, US-amerikanischer Physiker
- Fisch, Roberto (1956–2012), Schweizer Berufsoffizier
- Fisch, Rudolf (1856–1946), Schweizer Missionsarzt
- Fisch, Rudolf (* 1939), deutscher Sozial- und Organisationspsychologie
- Fisch, Sabine (* 1970), österreichische Autorin
- Fisch, Stefan (* 1952), deutscher Geschichtswissenschaftler
- Fisch, Ted, australischer Skirennfahrer, nordischer Kombinierer und Skispringer
- Fisch, Walter (1910–1966), deutscher Politiker (KPD), MdL, MdB
- Fisch, Willy (1886–1963), deutscher General der Flieger
- Fisch-Luzie (1850–1921), Bremer Kauffrau und Original